# Голосний переднього ряду
Голосні переднього ряду (англ. Front vowel) — різновид голосних звуків, що вимовляються з напруженням і підняттям вгору передньої частини язика в ротовій порожнині.
Згідно з Міжнародним фонетичним алфавітом до голосних переднього ряду належать:
| неогублений голосний переднього ряду високого піднесення              | [i] |
| огублений голосний переднього ряду високого піднесення                | [y] |
| неогублений голосний переднього ряду високо-середнього піднесення     | [e] |
| огублений голосний переднього ряду високо-середнього піднесення       | [ø] |
| неогублений голосний переднього ряду низько-середнього піднесення     | [ɛ] |
| огублений голосний переднього ряду низько-середнього піднесення       | [œ] |
| ненапружений неогублений голосний переднього ряду низького піднесення | [æ] |
| неогублений голосний переднього ряду низького піднесення              | [a] |
| огублений голосний переднього ряду низького піднесення                | [ɶ] |

До голосних переднього ряду також відносять такі звуки, які інколи виокремлюють у окрему групу ненапружених голосних переднього ряду:
| неогублений ненапружений голосний переднього ряду високого піднесення | [ɪ] |
| огублений ненапружений голосний переднього ряду високого піднесення   | [ʏ] |

## Вплив на вимову приголосних
У праслов'янській мові голосні переднього ряду спричинювали пом'якшення (палаталізацію) задньоязикових приголосних, перехід їх в шиплячі або свистячі звуки. Положення голосних переднього ряду після приголосних стало причиною першої і другої палаталізації, положення перед приголосними — третю палаталізацію.